# 零式観測機
三菱 F1M 零式観測機
佐世保航空隊の零式観測機
- 用途：観測機・偵察機
- 分類：水上機・艦上機
- 設計者：佐野栄太郎
- 製造者：三菱重工業
- 運用者： 大日本帝国海軍
- 生産数：約700機または1,005機[1]など
- 運用開始：1940年（昭和15年）
- 退役：1945年8月（昭和20年）
- 運用状況：退役

零式観測機（れいしきかんそくき）は、太平洋戦争中に運用された日本海軍の水上観測機・偵察機。略符号はF1M1-M2、略称は零観（ゼロカン、れいかん）、または「観測機」。連合国コードネームはPete（ピート）。また、零式水上観測機・零式複座水観と通称されることもある。

## 開発経緯
海軍省は1935年（昭和10年）に短距離偵察と弾着観測を主任務とし、高い空戦能力を持つ複座水上偵察機の試作を十試水上観測機の名称で愛知航空機（現・愛知機械工業）と三菱重工業に指示した。これは、従来の水上偵察機に水上戦闘機的な性格を持たせ、敵の同種機の妨害を排除しつつ、任務を遂行できる機体を目指していた。
三菱ではこれまでほとんど水上機の経験がなかったのであるが、ベテラン設計者である設計課長、服部譲次の指導のもと、佐野栄太郎が設計主務となる。佐野は、当時でも珍しく設計者としての高等教育を一切受けていなかった。しかし、三菱造船所で工員→技手→技師に叩き上げで登り詰めた勤務経験があり、適切に設計を行う事ができた。
三菱が試作した機体は、速度を犠牲とし、空戦能力と上昇力を重視して、あえて複葉機とした。胴体は全金属製のセミ・モノコック構造で、主翼は細身で楕円状の翼平面形を有している。フロートや主翼間の張り線や支柱は極力省き、尾翼も片持ち式とし、空力的に洗練された設計となっていた。
1936年（昭和11年）6月に試作1号機が完成し、同月22日初飛行、愛知が試作した機体に加え、川西航空機（現・新明和工業）から提案された機体も加えた三者で比較審査が行われた。三菱の提案した機体は速度や運動性能に関して言えば要求通りだったものの、飛行中、不意に自転する傾向があることが指摘された。この解決のために三菱では、主翼の形状を大幅に改め、直線整形のものにした他、垂直尾翼も20種類以上の形状を試用し、増面積するなどの必死の改修を行った。一方、川西は三菱の複葉に対抗するべく単葉機で臨んだが、初期試験段階で落第した。
当初のエンジンは中島飛行機（現・SUBARU）製「光」（空冷星型9気筒、出力約700 hp）であったが、この改修中に三菱製の新型エンジン「瑞星」（空冷二重星型14気筒・出力約800 hp）が完成したため2号機ではこれに換装したところ、速度面などが大幅に改善し、最高速度370 km/h、5,000 mまでの上昇力9分と、高性能を発揮した。だが、競争相手の愛知機も格闘戦に優れた優秀機で慎重な比較検討がなされたが、本機の方が格闘性能が優秀であることと、愛知機の主翼外板が合板製であり温度・湿度に対する脆弱さがある点が問題となり、1940年（昭和15年）12月27日に、「零式一号観測機一型」として制式採用された。

## 運用・評価

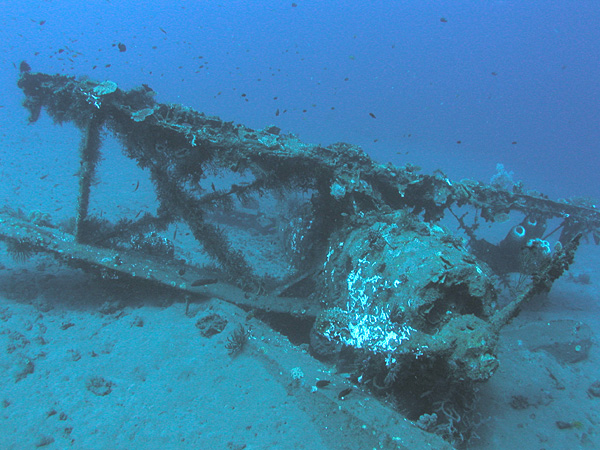
パプアニューギニア・ニューアイルランド島沖に沈む機体

太平洋戦争では、本来の任務である戦艦の着弾観測に活躍する余地がなかったため、ほぼ水上偵察機として使用されていた。
しかし、本機は複葉機ながら補助翼の一部を除き全金属製の近代的な機体で、無類の安定性と高い格闘性能を持っており、単葉で優速な二式水上戦闘機よりも軽快だったという。特設水上機母艦「神川丸」や「國川丸」にも配備され、アリューシャン方面やソロモン方面ショートランドなどに展開。船団護衛、対潜哨戒、敵施設の爆撃、さらにはその卓越した空戦性能を生かしての離島の基地における防空など、時として二式水戦と肩を並べ、様々な任務で幅広く活躍した。その他、バリクパパン方面やアンボン方面にも進出している。
太平洋戦争の中期までは戦闘機の代わりとして米戦闘機や爆撃機と空中戦を行うこともしばしばあり、複葉複座の水上観測機ながら敢闘、零戦隊と協力してのP-38 ライトニングの撃墜報告や、P-39 エアラコブラ、F4F ワイルドキャットの撃墜報告などを行っている。駆逐艦によるガダルカナル島への強行輸送作戦「鼠輸送」従事中、たびたび零観の援護を受けた田中頼三第二水雷戦隊司令官は、零観隊の掩護に感謝の言葉を述べている。
速度性能と武装で決定的に不利となった1945年（昭和20年）2月16日ですら、アメリカ本土空襲で有名な藤田信雄少尉が操縦する鹿島空の零観が本土に来襲したF6F ヘルキャットを迎撃し、格闘性能を活かして1機を未確認撃墜（藤田は機首7.7ミリ機銃の射撃によるエンジン発火状態での撃破確認であるが、近隣の香取空がF6Fの地上墜落を確認している）するという戦果を挙げた（ただし、藤田と共に同時に迎撃した5機の零観のうち2機は出撃直後に機銃故障で避退、残りの3機のうち2機は撃墜され、2機の二式水戦は1機が撃墜されている）。
1943年（昭和18年）以降は船団護衛や対潜哨戒が主務となり、第一線からは退いたが終戦まで活動を続け、一部の機体は特攻機として沖縄戦で使用された。生産は三菱の他佐世保工廠でも行われ、総数は約708機（三菱528機（試作機4機含む）、佐世保約180機）である。生産数については1,118機、1,005機などの説もある。

## 零式練習観測機(F1M2-K)
零観の派生型には内地の航空隊用の練習機として開発された零式練習観測機が存在した。これは零観唯一の派生型であり、後部座席前方にガラスを配置し複操縦装置一式を設置することで教官席とした。また機体後部側方に安定鰭を設置し、訓練時における事故の減少に努めた。
数十機が生産され、鹿島空などの練習航空隊に配備された。

## エピソード
- 佐野技師によれば、この機体より以前、海軍の機銃発射把柄は操縦桿に装備されていたとのことである。しかし、これでは肝心の機銃発射の際に操縦桿が微妙に動いてしまい、自然に機体の姿勢も変わり、命中精度が落ちる欠点が有った。当時零観搭乗員であった間瀬平一郎の指摘により、発射装置をスロットルレバーに移動したところ、非常に良好な結果が得られ、海軍では終戦までこの形態が標準になったとのことである[20]。
- 佐野技師によれば、本機の格闘性能は良好で、採用前のテストでは九六式艦上戦闘機とほぼ互角の戦いを見せたという[21]。ただし、1942年はじめ頃に錬成航空隊で訓練を行ったパイロットの証言によれば、いかに機動性が良いとはいえ、さすがに九六艦戦にはかなわなかったという[2]。

## 諸元
※使用単位についてはWikipedia:ウィキプロジェクト 航空/物理単位を参照
F1M2
- 乗員：2名[22]
- 全長：9.50m[22]
- 全幅：11.00m[22]
- 全高：4.00m[22]
- 主翼面積：29.54m2
- 空虚重量：1,928kg
- 全装備重量：2,550kg[22]
- 最大離陸重量：2,856kg
- 最高速度：370km/h[22]
- 発動機：三菱空冷星型14気筒「瑞星一三型」（離昇780hp、公称800hp）
- 航続距離：1,070km
- 実用上昇限度：9,440m
- 上昇率：5,000m/9'36"
- 武装
  - 九七式七粍七固定機銃（機首×2）、九二式七粍七旋回機銃（後方旋回式×1）
  - 30kgまたは60kg爆弾×2

## 登場作品

### アニメ
『ストライクウィッチーズ 劇場版』
魔法力を失った坂本美緒少佐が宮藤芳佳少尉に修理されたストライカーユニットJ7W1震電を届けるのに使用。

### 漫画
『戦場まんがシリーズ』
シリーズの一編「亡霊戦士」に登場。孤立無援の孤島に拠点を築き、1人戦い続ける日本兵の話。後席の留式旋回機銃は昔、陸軍の兵隊にかっぱらわれて装備していない。
アメリカ軍の潜水艦を撃沈し、空戦でF6Fを撃墜する（操縦士曰く「あんな重い戦闘機で軽快な二枚バネに挑戦するとああなる」）。
『月の海のるあ』
零式観測機が主人公の愛機として全編にわたり登場する。
『死にたがりな少女の自殺を邪魔して、遊びにつれていく話。』
　3話で戦争モノの映画ポスターに描かれる。ストーリーとは関係ない模様。

### ゲーム
『Battlestations: Pacific』
一部の日本軍艦艇の巡洋艦および潜水艦から発艦できる。
『War Thunder』
プレイヤーの操縦機体として登場する。追加武装として60kg爆弾を2発搭載することが可能。
『艦隊これくしょん -艦これ-』
艦娘の装備として登場。基地航空隊にも配備が可能。

## レプリカ

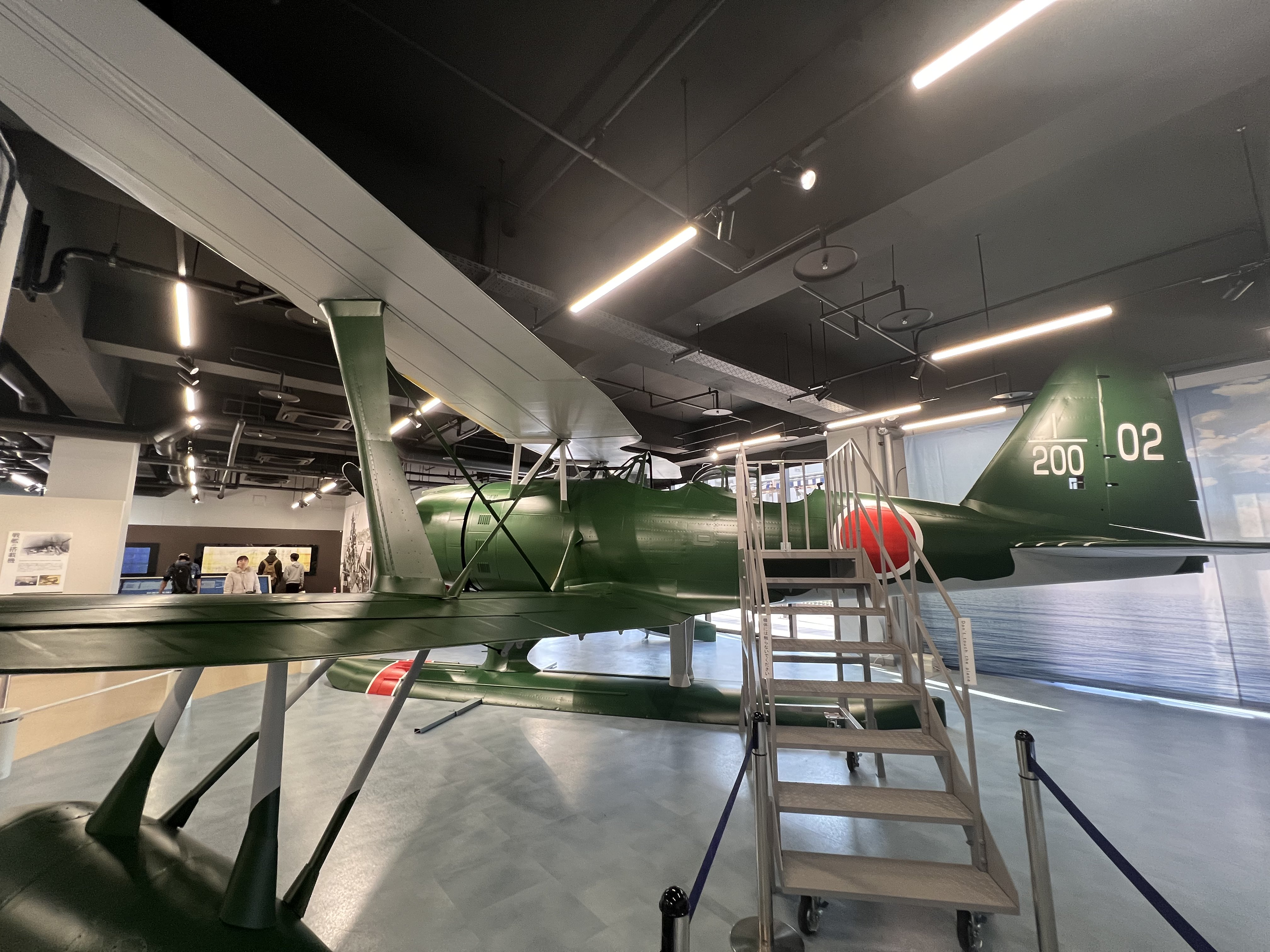
大和ミュージアムサテライトで展示されている零式観測機のレプリカ

実物大模型が制作されている。2025年2月よりリニューアルのための休館となる大和ミュージアムの代わりに開設される「大和ミュージアムサテライト」で2025年2月28日から展示されている。